# 데이비드 밀러 (정치인)
데이비드 밀러(David Miller, 1958년 12월 26일 ~ )는 캐나다, 영국, 미국 국적으로 주로 캐나다에서 활동한 정치인이다.

## 생애
미국 캘리포니아주 샌프란시스코 출신으로, 캐나다 토론토 시의원을 거쳐 2003년 12월 1일부터 2010년 11월 30일까지 토론토 시장 등을 지냈다.
2007년까지 캐나다의 신민주당에 속해있었고, 2007년 이후로 공식적인 당적은 없다.
2008년 도시 기후 리더십 그룹(C40)의 의장을 맡아 서울에서 열린 제3차 C40 세계도시 기후 정상회의를 주재하였다.
시장직에서 퇴임한 이후에는 세계 자연 기금 캐나다 지부의 대표를 지냈다. 2017년 10월, 도시 기후 리더십 그룹(C40)의 북미지역 이사로 합류한다고 알려졌다.